# Cantó de Rennes-Sud-Oest
El cantó de Rennes-Sud-Oest (bretó Kanton Roazhon-Mervent) és una divisió administrativa francesa situat al departament d'Ille i Vilaine a la regió de Bretanya.

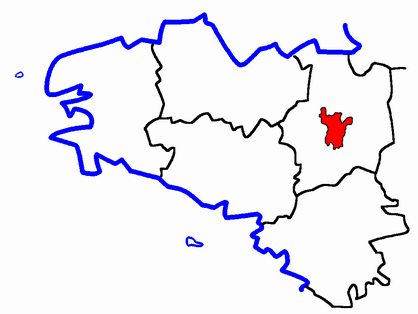
Situació del cantó

## Composició
El cantó aplega 3 comunes :
| Nom francès                                | Nom bretó          | Població | km²   | Codi Postal | Codi INSEE |
| Rennes (quartiers Arsenal/Redon i Cleunay) | Roazhon            | 17.099   | ?     | -           | 35238      |
| Saint-Jacques-de-la-Lande                  | Sant-Jakez-al-Lann | 7.582    | 11,83 | 35136       | 35281      |
| Vezin-le-Coquet                            | Gwezin             | 4.026    | 7,86  | 35132       | 35353      |
| Cantó                                      | Roazhon-Mervent    | 28.707   | ?     | -           | 3549       |

## Història
| Data d'elecció                           | Identitat       | Partit | Qualitat |
| ---------------------------------------- | --------------- | ------ | -------- |
| 1973-1994                                | Georges Cano    | PS     |          |
| 1994-2008                                | Daniel Delaveau | PS     |          |
| 2008-                                    | Gaëlle Andro    | PS     |          |
| les dades anteriors no són pas conegudes |                 |        |          |
|                                          |                 |        |          |